# ديل مورغان
ديل مورغان (بالإنجليزية: Dell Morgan)‏ هو مدير فني أمريكي، ولد في 14 فبراير 1900 في ويذرفورد في الولايات المتحدة، وتوفي في 3 مارس 1962.

## وصلات خارجية
- ديل مورغان على موقع كلية كرة السلة في سبورتس رفرنس.كوم (الإنجليزية)